# Adolfseck
Adolfseck, früher Adolphseck, ist ein Stadtteil der Stadt Bad Schwalbach im südhessischen Rheingau-Taunus-Kreis. Nach der Einwohnerzahl ist er der kleinste Stadtteil.

## Geographie

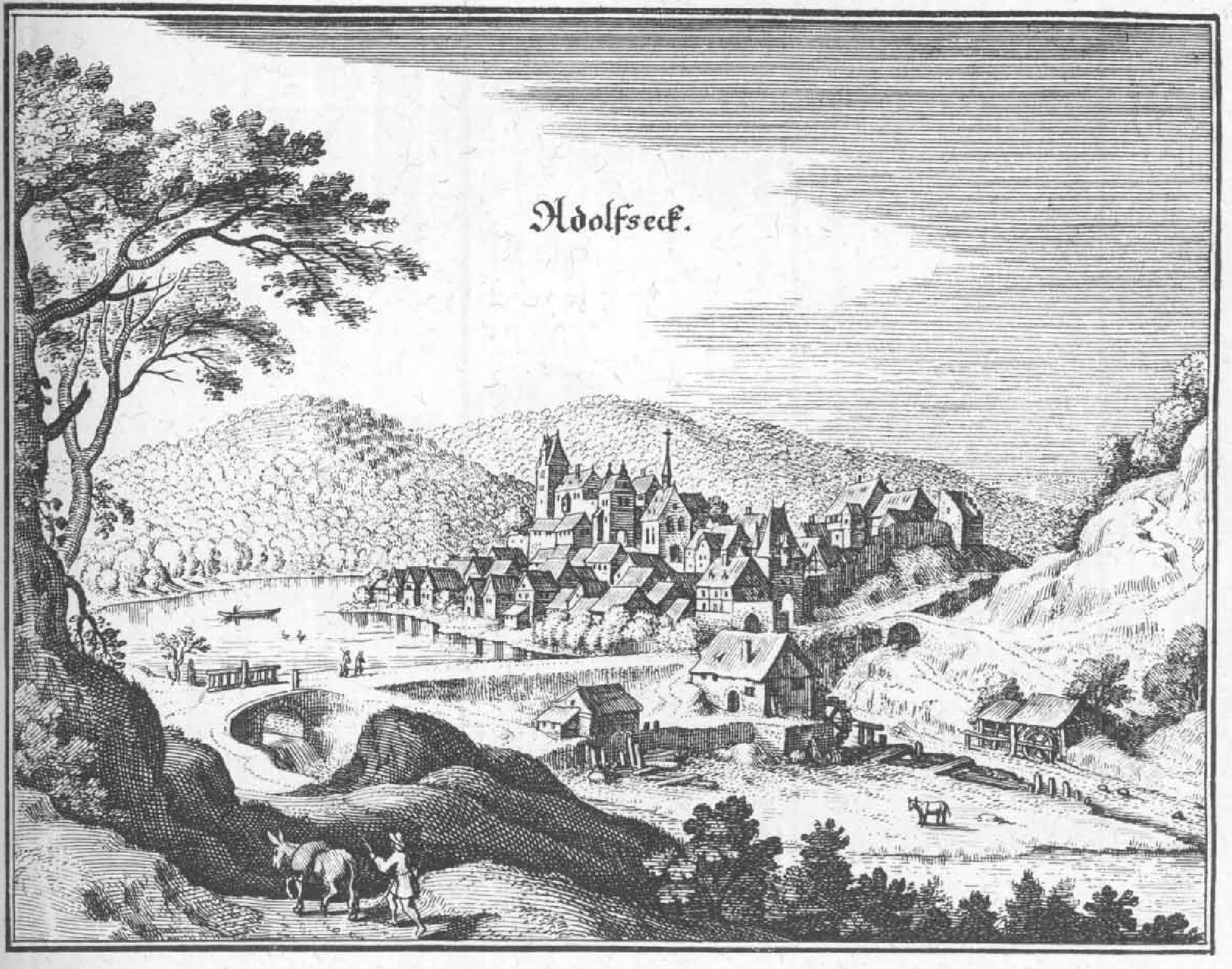
Adolfseck mit gestauter ehemaliger Fluss-Schlinge (links) und Wasserfall (rechts) in einem Stich von Merian

Die frühere Burg Adolfseck und der Ortskern von Adolfseck liegen nördlich der Kernstadt Bad Schwalbach, im westlichen Hintertaunus, auf einem künstlichen Umlaufberg der Aar, die diesen Berg ursprünglich in einer Flussschlinge von Süden, Osten und Norden umflossen hat. Schon seit dem Jahr 1355 im Spätmittelalter fließt aber die Aar westlich von Adolfseck durch einen künstlichen Durchbruch, dessen Gefälle zum Betrieb einer Mühle diente. Dazu wurde hinter dem Mühlendamm ein Weiher aufgestaut, der bis 1820 bestand. Seine feinklastischen Sedimente konnten im Jahr 2007 mittels Bohrungen noch eindeutig nachgewiesen werden. Heute ist die Aar an dieser Stelle auf einer Länge von etwa 60 Meter unterirdisch kanalisiert und mittels einer Turbine wird an einem Wehr elektrische Energie erzeugt. Mithin kann die Lage des Ortskerns weder dem Ostufer noch dem Westufer der Aar eindeutig zugeordnet werden. Der mit dem Durchbruch entstandene größte Wasserfall im Taunus ist durch den Wasserentzug nur bei hohem Wasserstand der Aar zu betrachten.
Die Gemarkung von Adolfseck liegt weit überwiegend östlich der Aar, ganz im Unterschied zu den anderen Bad Schwalbacher Stadtteilen. Nur etwa 20 Hektar liegen brückenkopfartig am Westufer. Auf der Gemarkung befindet sich auch die Wüstung Rensfelden (50° 9′ 55,7″ N, 8° 4′ 39,7″ O) sowie die Franzensberger Mühle (50° 10′ 10,3″ N, 8° 4′ 23,5″ O).
Bei Adolfseck beginnt die reizvollste Strecke des Aartals. Bis Michelbach ist es eng, zum Teil schluchtartig in den Taunus eingeschnitten, dabei stark gewunden, sehr waldreich und wenig besiedelt.
Beim Kleinkastell Adolfseck mündet der rund 1 km lange Pohlbach in die Aar, der weitgehend innerhalb des Naturschutzgebiets Pohlbachtal bei Adolfseck verläuft.

## Geschichte

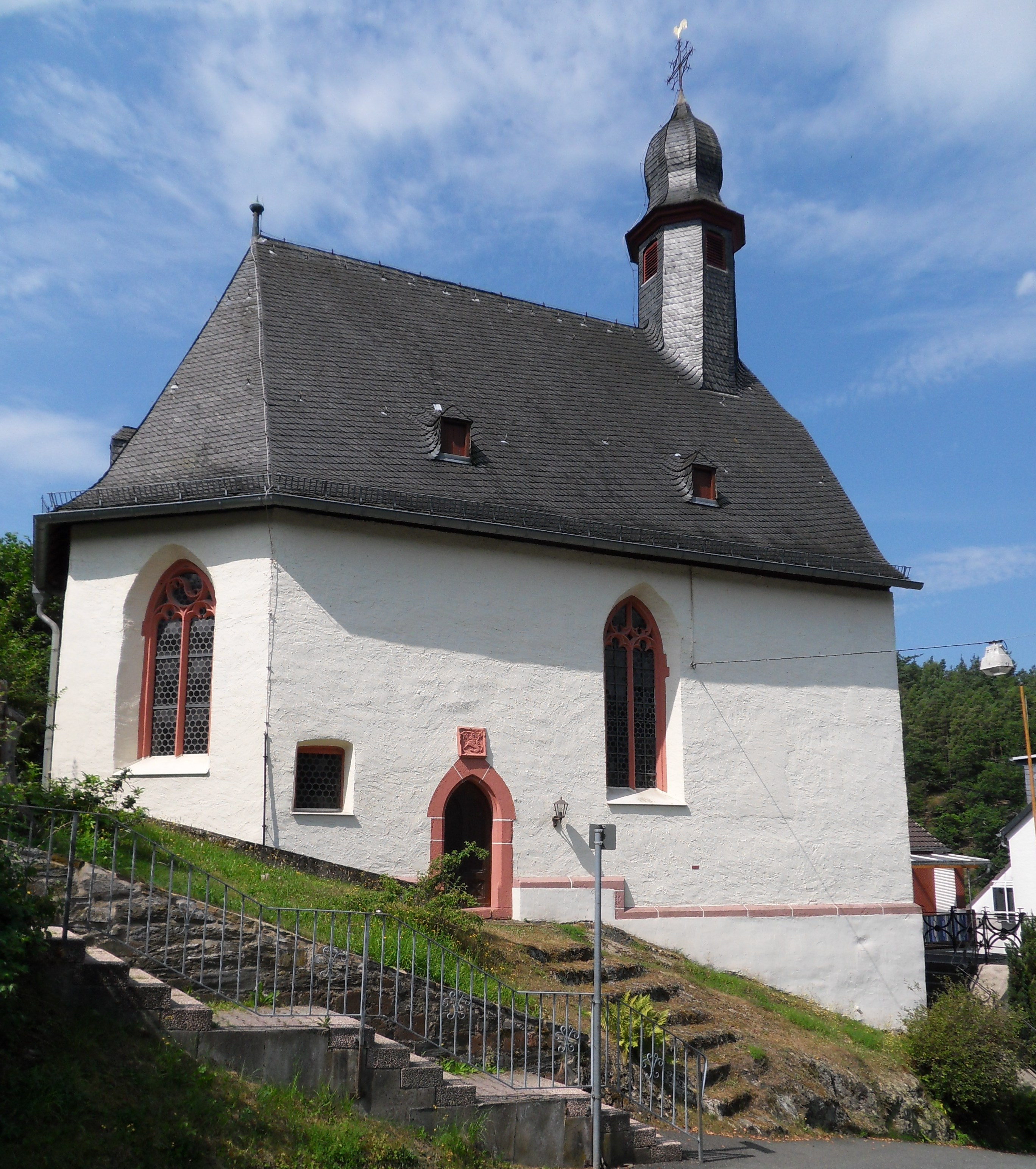
Evangelische Kirche in Adolfseck, Stadtteil von Bad Schwalbach

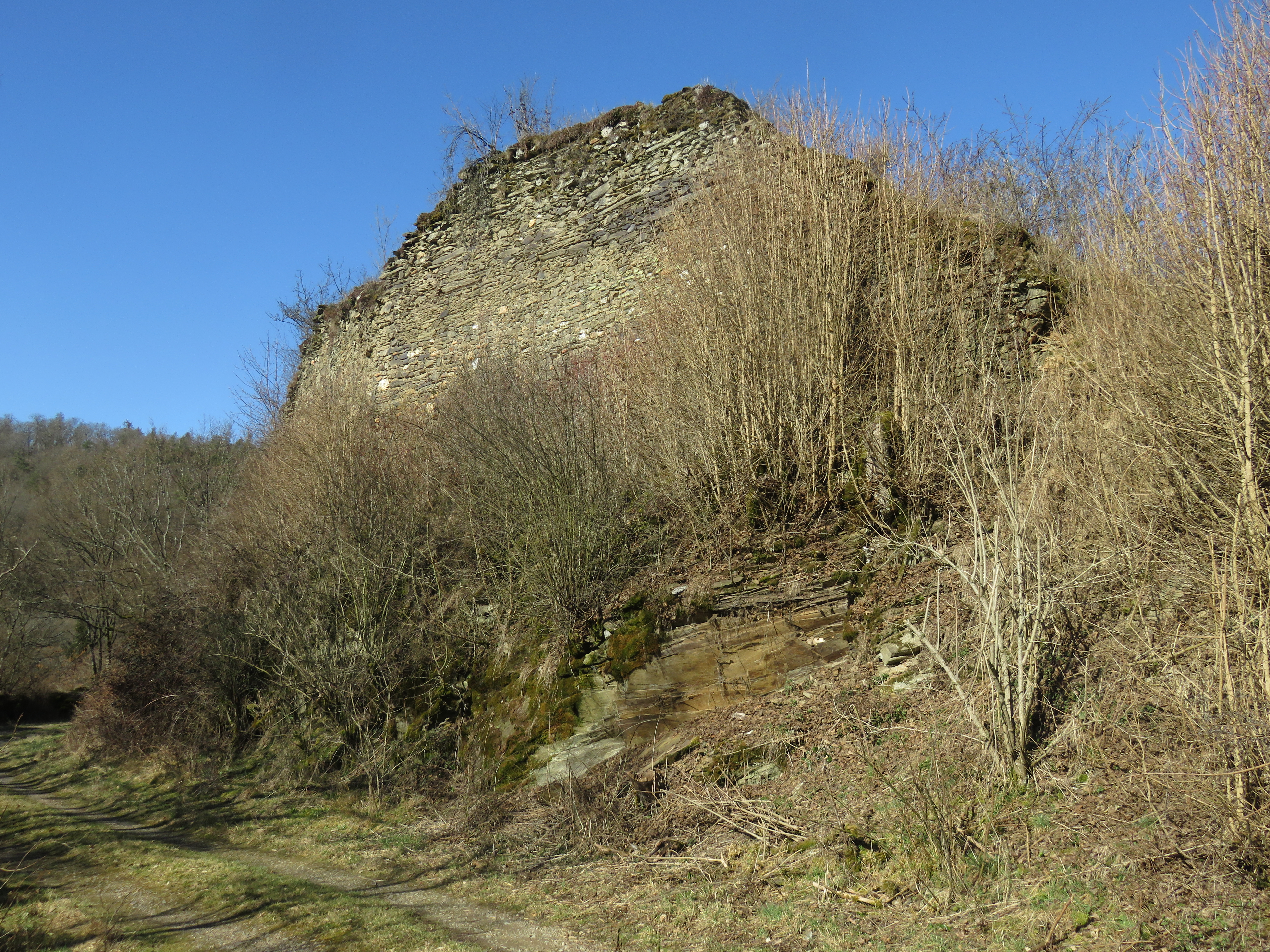
Mauerreste der Burg Adolfseck

### Von den Anfängen bis zur Gebietsreform in Hessen
- Zur römischen Vergangenheit des Ortes siehe auch den Hauptartikel Kleinkastell Adolfseck.

Erstmals urkundlich erwähnt wurde Adolfseck als Adolfsekke in einem Lehensbrief des Mainzer Erzbischofs Gerlach von Nassau zu Gunsten seines Bruders, vom 18. Februar 1356. Darin wird erwähnt, dass Graf Adolf I. von Nassau gerade im Begriff sei, die Burg Adolfseck zu bauen und dass er dieselbe von dem Erzbischof zu Lehen erhalte. Der Ort gehörte dadurch, dass sein Gebiet weitgehend östlich der Aar gelegen war, zur Grafschaft Nassau. Westlich der Aar begann die Grafschaft Katzenelnbogen.
Um die Burg siedelten sich bald die Bewohner des nahe gelegenen Ortes Rensfelden an. Bis zum Dreißigjährigen Krieg war der Beruf der Wollenweber in Adolfseck sehr stark vertreten, begünstigt durch die Walkmühlen an der Aar.
Im Jahr 1363 wurde der Name Adolfiseyke nachgewiesen. Im Jahr 1367 erhielt Adolfseck durch Kaiser Karl IV. zugleich mit Steckenroth und Heftrich das Frankfurter Stadtrecht.
Im Dreißigjährigen Krieg wurde Adolfseck durch Kurmainz zerstört. Von den seinerzeitigen Kämpfen zeugt heute noch die Schanze Adolfseck.
Zur Zeit des Herzogtums Nassau gehörte Adolfseck zum Amt Langen-Schwalbach. Nach der Annexion durch Preußen wurde es 1867 dem Untertaunuskreis im Regierungsbezirk Wiesbaden zugeordnet.

### Hessische Gebietsreform
Im Zuge der Gebietsreform in Hessen wurde die bis dahin selbständige Gemeinde Adolfseck zum 31. Dezember 1971 zusammen mit fünf Nachbargemeinden auf freiwilliger Basis in die Stadt Bad Schwalbach eingegliedert. Wie für jeden Stadtteil außerhalb der Kernstadt wurde durch die Hauptsatzung auch für Adolfseck ein Ortsbezirk mit Ortsbeirat und Ortsvorsteher eingerichtet.

### Staats- und Verwaltungsgeschichte im Überblick
Die folgende Liste zeigt die Staaten und Verwaltungseinheiten, denen Adolfseck angehörte:
- 1566 und später: Heiliges Römisches Reich, Grafschaft Nassau, Amt Idstein
- ab 1721: Heiliges Römisches Reich, Grafschaft Nassau-Ottweiler, Amt Idstein
- ab 1728: Heiliges Römisches Reich, Fürstentum Nassau-Usingen, Amt Idstein, Gericht Wehen
- 1787: Heiliges Römisches Reich, Fürstentum Nassau-Usingen, Oberamt oder Herrschaft Idstein, Gericht Wehen
- ab 1806: Herzogtum Nassau, Amt Langen-Schwalbach
- ab 1849: Herzogtum Nassau, Regierungsbezirk Wiesbaden, Kreisamt Langen-Schwalbach (,Justizamt Langen-Schwalbach)
- ab 1854: Herzogtum Nassau, Regierungsbezirk Wiesbaden, Amt Langen-Schwalbach
- ab 1867/68: Königreich Preußen, Provinz Hessen-Nassau, Regierungsbezirk Wiesbaden, Untertaunuskreis (Trennung zwischen Justiz (Amtsgericht Langenschwalbach) und Verwaltung)
- ab 1871: Deutsches Reich, Königreich Preußen, Provinz Hessen-Nassau, Regierungsbezirk Wiesbaden, Untertaunuskreis
- ab 1918: Deutsches Reich, Freistaat Preußen, Provinz Hessen-Nassau, Regierungsbezirk Wiesbaden, Untertaunuskreis
- ab 1944: Deutsches Reich, Freistaat Preußen, Provinz Nassau, Untertaunuskreis
- ab 1945: Amerikanische Besatzungszone, Groß-Hessen, Regierungsbezirk Wiesbaden, Untertaunuskreis
- ab 1946: Amerikanische Besatzungszone, Hessen, Regierungsbezirk Wiesbaden, Untertaunuskreis
- ab 1949: Bundesrepublik Deutschland, Hessen, Regierungsbezirk Wiesbaden, Untertaunuskreis
- ab 1968: Bundesrepublik Deutschland, Regierungsbezirk Darmstadt, Untertaunuskreis
- ab 1977: Bundesrepublik Deutschland, Regierungsbezirk Darmstadt, Rheingau-Taunus-Kreis

## Bevölkerung

### Einwohnerstruktur 2011
Nach den Erhebungen des Zensus 2011 lebten am Stichtag dem 9. Mai 2011 in Adolfseck 234 Einwohner. Darunter waren 9 (3,8 %) Ausländer. Nach dem Lebensalter waren 39 Einwohner unter 18 Jahren, 99 Einwohner zwischen 18 und 49 Jahren, 57 Einwohner zwischen 50 und 64 Jahren und 42 Einwohner waren älter. Die Einwohner lebten in 102 Haushalten. Davon waren 27 Singlehaushalte, 33 Haushalte von Ehepaaren ohne Kinder und 30 Paaren mit Kindern, sowie 6 Alleinerziehende und 3 Wohngemeinschaften. In 18 Haushalten lebten ausschließlich Seniorenen und in 69 Haushaltungen lebten keine Senioren.

### Einwohnerentwicklung
| Quelle: Historisches Ortslexikon |                                                                              |
| • 1566:                          | 23 nassauische Haushalte                                                     |
| • 1634:                          | 22 Mannschaften, 4 Witwen, 23 bewohnte, 6 unbewohnte Häuser, eines verfallen |
| • um 1700:                       | 69 Einwohner                                                                 |

| Adolfseck: Einwohnerzahlen von 1821 bis 2017 | Adolfseck: Einwohnerzahlen von 1821 bis 2017 | Adolfseck: Einwohnerzahlen von 1821 bis 2017 | Adolfseck: Einwohnerzahlen von 1821 bis 2017 | Adolfseck: Einwohnerzahlen von 1821 bis 2017 |
| --- | -------------------------------------------- | -------------------------------------------- | -------------------------------------------- | -------------------------------------------- |
| Jahr |                                              |                                              |                                              | Einwohner                                    |
| 1821 | 1821                                         |                                              | 134                                          | 134                                          |
| 1834 | 1834                                         |                                              | 147                                          | 147                                          |
| 1840 | 1840                                         |                                              | 138                                          | 138                                          |
| 1846 | 1846                                         |                                              | 155                                          | 155                                          |
| 1852 | 1852                                         |                                              | 163                                          | 163                                          |
| 1858 | 1858                                         |                                              | 168                                          | 168                                          |
| 1864 | 1864                                         |                                              | 157                                          | 157                                          |
| 1871 | 1871                                         |                                              | 149                                          | 149                                          |
| 1875 | 1875                                         |                                              | 139                                          | 139                                          |
| 1885 | 1885                                         |                                              | 125                                          | 125                                          |
| 1895 | 1895                                         |                                              | 169                                          | 169                                          |
| 1905 | 1905                                         |                                              | 189                                          | 189                                          |
| 1910 | 1910                                         |                                              | 177                                          | 177                                          |
| 1925 | 1925                                         |                                              | 145                                          | 145                                          |
| 1939 | 1939                                         |                                              | 141                                          | 141                                          |
| 1946 | 1946                                         |                                              | 225                                          | 225                                          |
| 1950 | 1950                                         |                                              | 250                                          | 250                                          |
| 1956 | 1956                                         |                                              | 209                                          | 209                                          |
| 1961 | 1961                                         |                                              | 204                                          | 204                                          |
| 1967 | 1967                                         |                                              | 229                                          | 229                                          |
| 1970 | 1970                                         |                                              | 237                                          | 237                                          |
| 1980 | 1980                                         |                                              | ?                                            | ?                                            |
| 1990 | 1990                                         |                                              | ?                                            | ?                                            |
| 2000 | 2000                                         |                                              | ?                                            | ?                                            |
| 2005 | 2005                                         |                                              | 272                                          | 272                                          |
| 2011 | 2011                                         |                                              | 234                                          | 234                                          |
| 2015 | 2015                                         |                                              | 266                                          | 266                                          |
| 2017 | 2017                                         |                                              | 264                                          | 264                                          |
| Datenquelle: Historisches Gemeindeverzeichnis für Hessen: Die Bevölkerung der Gemeinden 1834 bis 1967. Wiesbaden: Hessisches Statistisches Landesamt, 1968. Weitere Quellen: LAGIS; Stadt Bad Schwalbach; Zensus 2011 |                                              |                                              |                                              |                                              |

### Historische Religionszugehörigkeit
| Quelle: Historisches Ortslexikon |                                                                    |
| • 1885:                          | 117 evangelische (= 93,60 %), 8 katholische (= 6,40 %) Einwohner   |
| • 1961:                          | 152 evangelische (= 74,51 %), 47 katholische (= 23,04 %) Einwohner |

## Wappen
Am 14. Juni 1967 wurde der Gemeinde Adolfseck im damaligen Untertaunuskreis, Regierungsbezirk Wiesbaden, ein Wappen mit folgender Blasonierung verliehen: In blauem, mit goldenen Schindeln bestreutem Feld ein sitzender rotgekrönter, -bezungter und -bewehrter goldener Löwe.

## Sehenswürdigkeiten

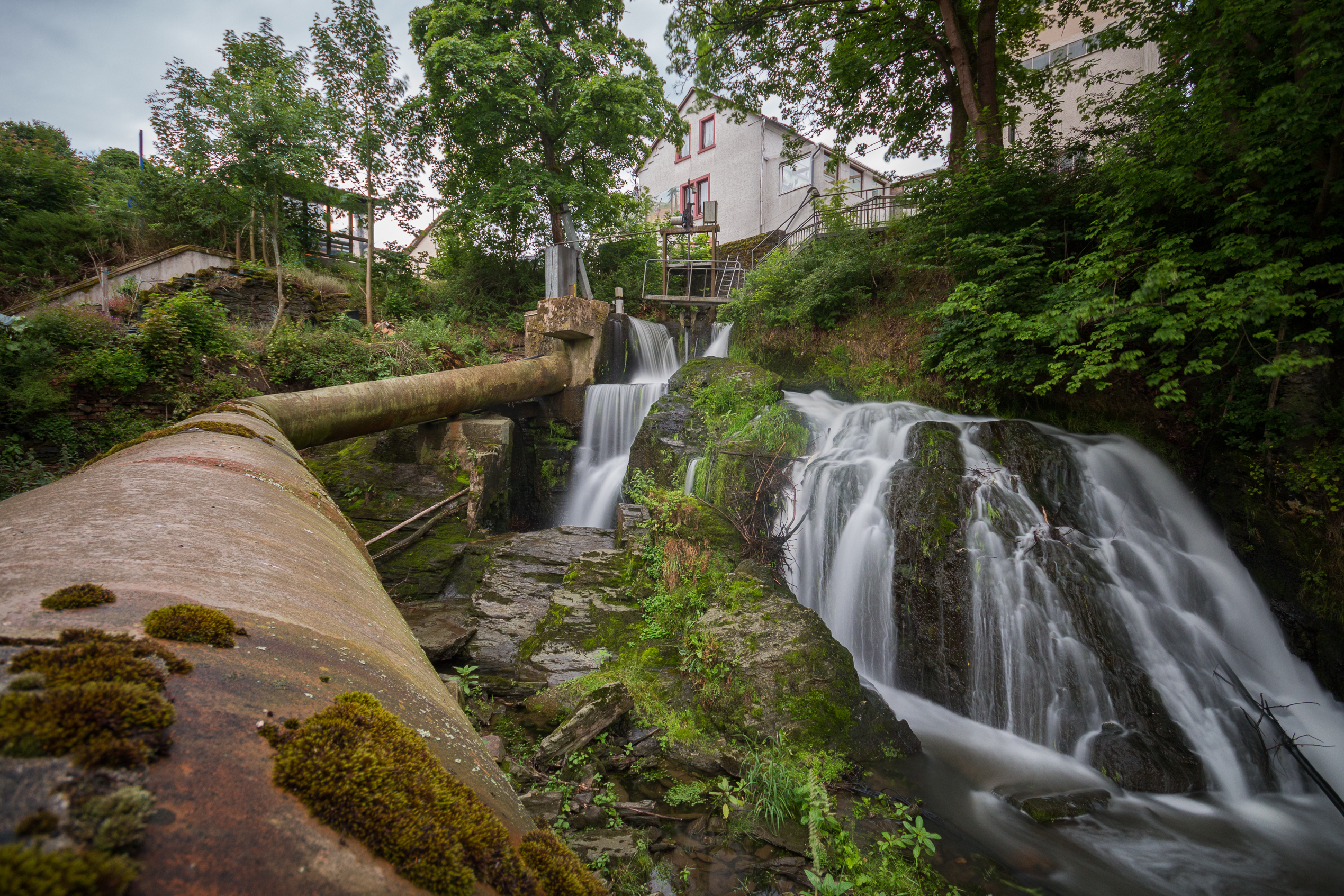
Der Aar-Wasserfall im Ortszentrum; links das Druckrohr des Wasserkraftwerks

500 Meter nördlich von Adolfseck quert der Obergermanisch-Raetische Limes das Aartal. Zur Grenzsicherung war am Ostufer im Tal das Kleinkastell Adolfseck erbaut worden, von dem jedoch keine sichtbaren Spuren erhalten sind. Im Gestein ist ein Name eingeritzt worden, der heute rot eingefärbt ist.
Von der Burg sind nur Reste von Mauern und eines Brunnens erhalten. Die einstige Valentinskapelle steht heute unter Denkmalschutz und wird von der evangelischen Kirchengemeinde als Kirche genutzt.
Der Aar-Wasserfall liegt durch die hydroelektrische Nutzung meist trocken, ist aber bei hohem Wasserstand sehenswert. Ähnlich entstandene Wasserfälle gibt es noch in Sommerau (Hunsrück), am Elzbach bei Burg Pyrmont (Eifel) und in Coo (Belgien). Die Dammmühle an der Stelle des Damms, der die Aar zum Burgweiher staute, wurde erstmals 1710 erwähnt und steht heute unter Denkmalschutz.
Außerdem sind die 1912 erbaute ehemalige Volksschule und die Gesamtanlage Taunusstraße Kulturdenkmäler nach dem Hessischen Denkmalschutzgesetz.

## Wirtschaft und Infrastruktur

### Tourismus
Adolfseck ist wie die ganze Region Teil des Naturpark Rhein-Taunus, der den Menschen eine naturnahe Erholung ermöglichen will. Das landschaftlich reizvolle Aartal und die Kurstadt Bad Schwalbach laden zu Ausflügen ein.
Durch den Ort führt der Deutsche Limes-Radweg. Dieser folgt dem Obergermanisch-Raetischen Limes über 818 km von Bad Hönningen am Rhein nach Regensburg an der Donau.

### Verkehr

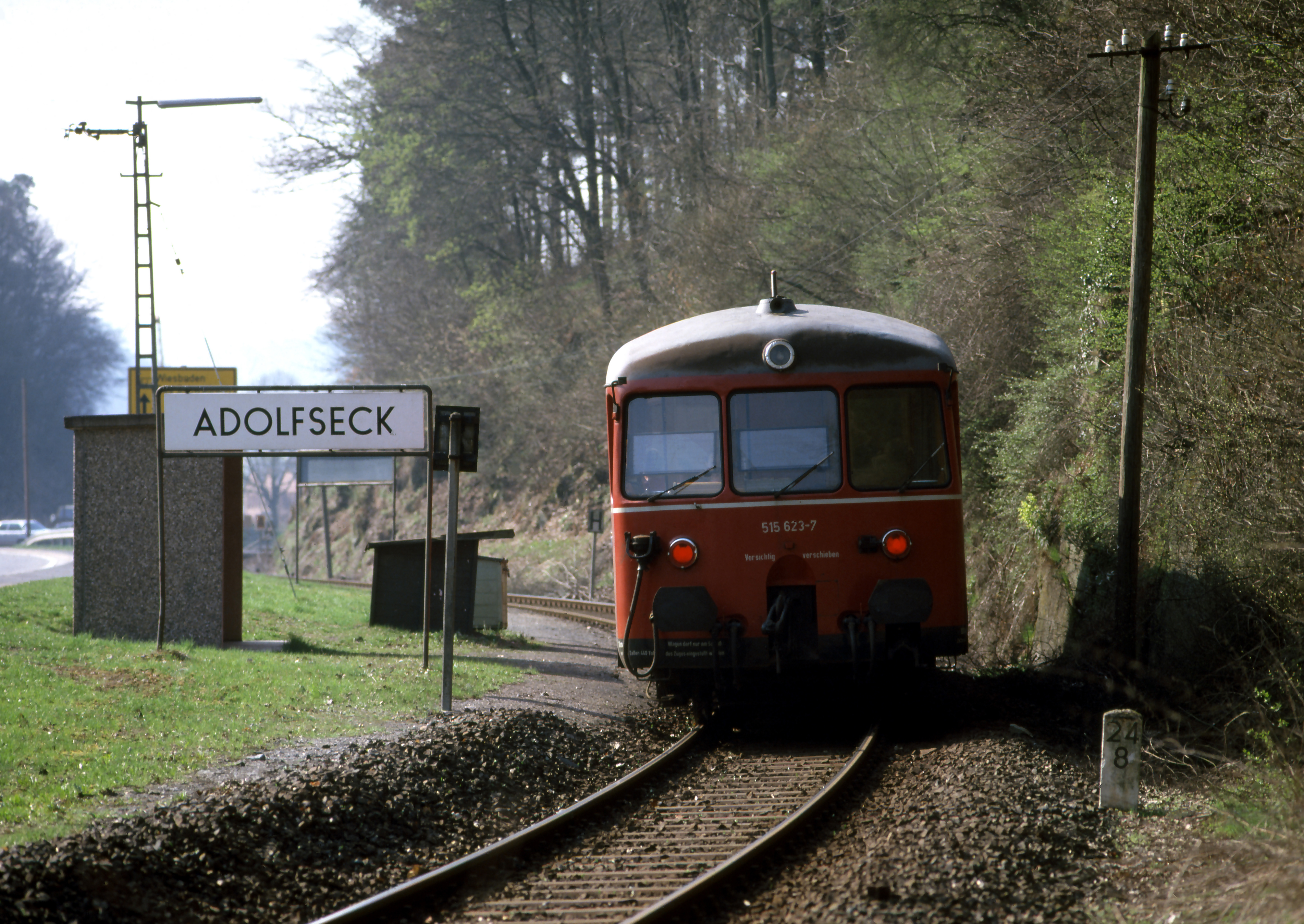
Bahnhof Adolfseck

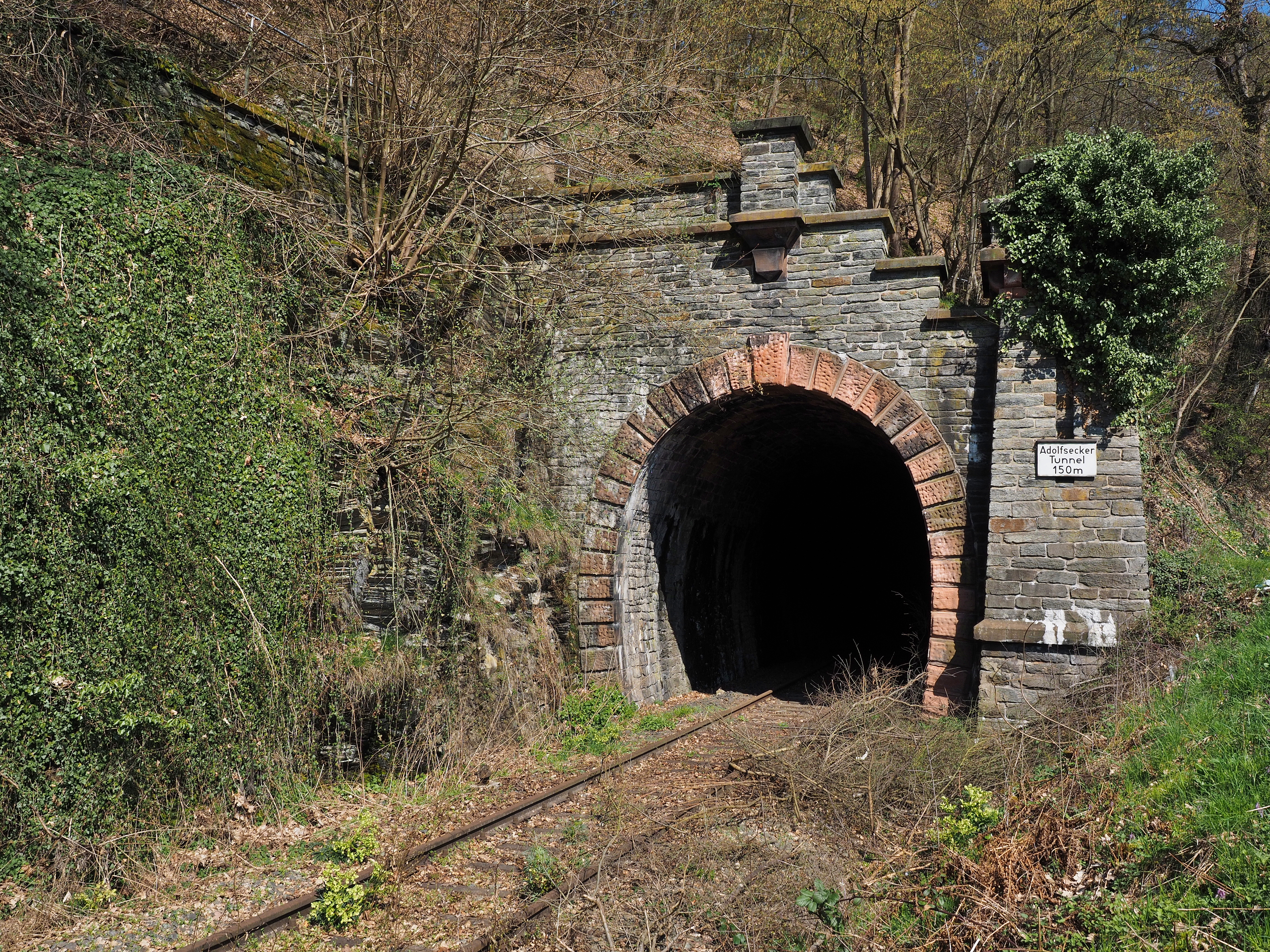
Blick vom ehemaligen Haltepunkt auf das denkmalgeschützte Südportal des Tunnels

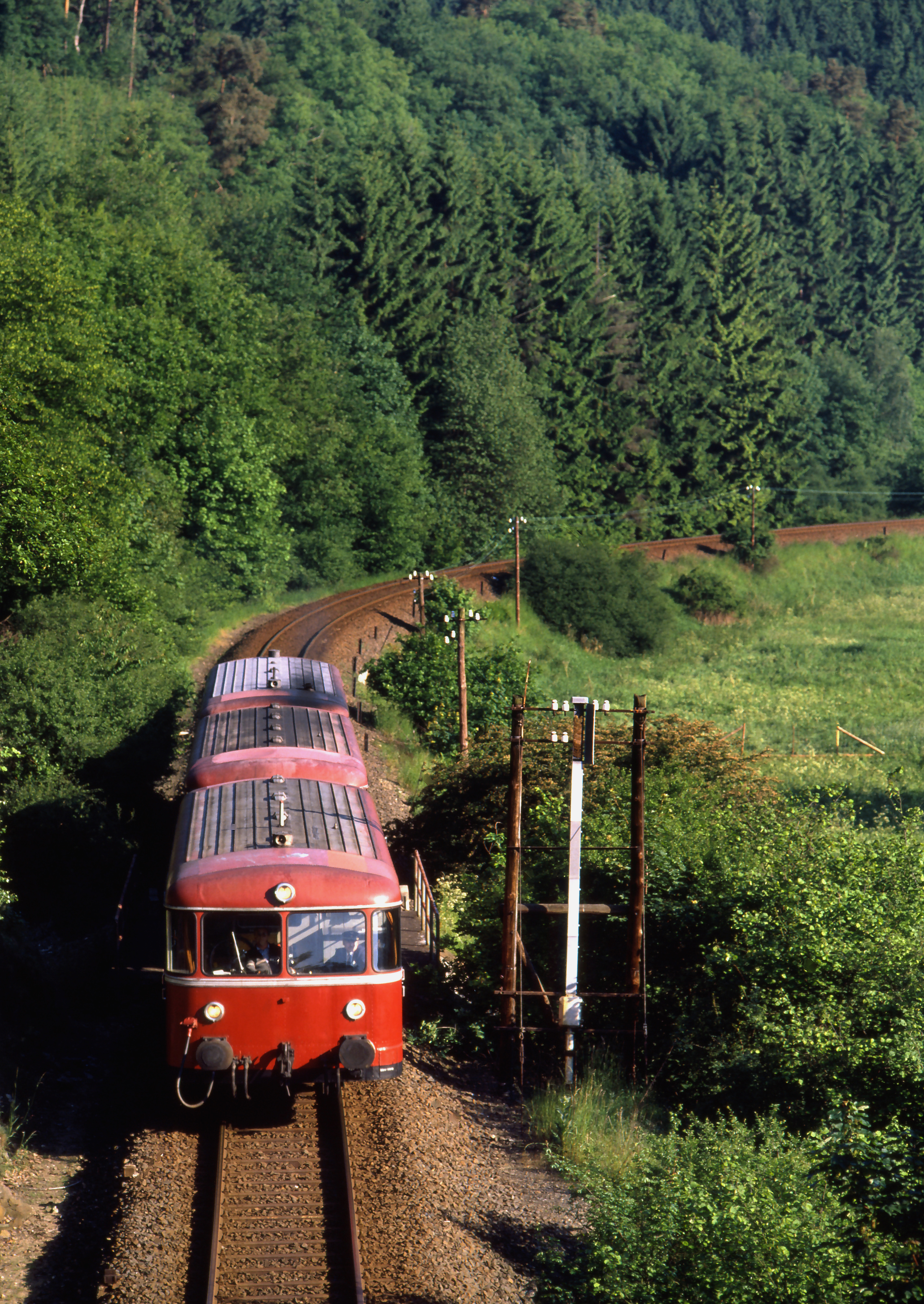
Schienenbusse des Typs VT98 bei Adolfseck

Adolfseck liegt an der Bundesstraße 54, die als Aarstraße von Diez an der Lahn bis Taunusstein im Aartal verläuft. Auf diese Weise liegt Adolfseck verkehrsgünstig in der Nähe der Kreisstadt Bad Schwalbach. Wiesbaden und das Rhein-Main-Gebiet sind schnell zu erreichen. Adolfseck verfügte früher über einen Haltepunkt an der Aartalbahn, die den Umlaufberg im 150 m langen Adolfsecker Tunnel durchsticht. Das denkmalgeschützte Südportal ist mit Bruchsteinen verkleidet und hat eine gequaderte Bogenöffnung.
Die Rheingau-Taunus-Verkehrsgesellschaft (RTV) ist die lokale Nahverkehrsgesellschaft des Rheingau-Taunus-Kreis. Sie ist Gesellschafterin des Rhein-Main-Verkehrsverbundes.